# Carrollton (Mississipi)
Carrollton és una població dels Estats Units a l'estat de Mississipi. Segons el cens del 2000 tenia 408 habitants.

## Demografia
Segons el cens del 2000, Carrollton tenia 408 habitants, 85 habitatges, i 62 famílies. La densitat de població era de 202 habitants per km².
Dels 85 habitatges en un 24,7% hi vivien nens de menys de 18 anys, en un 57,6% hi vivien parelles casades, en un 10,6% dones solteres, i en un 25,9% no eren unitats familiars. En el 24,7% dels habitatges hi vivien persones soles el 17,6% de les quals corresponia a persones de 65 anys o més que vivien soles. El nombre mitjà de persones vivint en cada habitatge era de 2,27 i el nombre mitjà de persones que vivien en cada família era de 2,65.
Per edats la població es repartia de la següent manera: un 8,3% tenia menys de 18 anys, un 27,9% entre 18 i 24, un 34,3% entre 25 i 44, un 18,1% de 45 a 60 i un 11,3% 65 anys o més.
L'edat mediana era de 31 anys. Per cada 100 dones de 18 o més anys hi havia 340 homes.
La renda mediana per habitatge era de 48.750 $ i la renda mediana per família de 53.333 $. Els homes tenien una renda mediana de 21.667 $ mentre que les dones 23.750 $. La renda per capita de la població era de 13.536 $. Entorn del 6,9% de les famílies i el 6,5% de la població estaven per davall del llindar de pobresa.

## Poblacions més properes
El següent diagrama mostra les poblacions més properes.